# Damernas florett vid olympiska sommarspelen 1972
Damernas florett-tävling i de olympiska fäktningstävlingarna 1972 i München avgjordes den 2-3 september.

## Medaljörer
| Event          | Guld                        | Silver             | Brons                  |
| Florett, damer | Antonella Ragno-Lonzi (ITA) | Ildikó Bóbis (HUN) | Galina Gorochova (URS) |

## Resultat
| Fäktare                              | Land            |
| ------------------------------------ | --------------- |
| Antonella Ragno-Lonzi                | Italien         |
| Ildikó Farkasinszky-Bóbis            | Ungern          |
| Galina Gorochova                     | Sovjetunionen   |
| Marie-Chantal Depetris-Demaille      | Frankrike       |
| Jelena Novikova-Belova               | Sovjetunionen   |
| Kerstin Palm                         | Sverige         |
| Cathérine Rousselet-Ceretti          | Frankrike       |
| Brigitte Gapais-Dumont               | Frankrike       |
| Maria Consolata Collino              | Italien         |
| Giulia Lorenzoni                     | Italien         |
| Katarína Lokšová-Ráczová             | Tjeckoslovakien |
| Claudine le Comte                    | Belgien         |
| Irmela Broniecki                     | Västtyskland    |
| Brigitte Oertel                      | Västtyskland    |
| Ileana Gyulai-Drîmbă-Jenei           | Rumänien        |
| Elżbieta Franke-Cymerman             | Polen           |
| Max Madsen                           | Danmark         |
| Halina Balon                         | Polen           |
| Margarita Rodríguez                  | Kuba            |
| Ruth White                           | USA             |
| Mária Szolnoki                       | Ungern          |
| Ildikó Ságiné Ujlakyné Rejtő         | Ungern          |
| Aleksandra Zabelina                  | Sovjetunionen   |
| Sue Green                            | Storbritannien  |
| Marlene Infante                      | Kuba            |
| Olga Orban-Szabo                     | Rumänien        |
| Ana Derşidan-Ene-Pascu               | Rumänien        |
| Marion Exelby                        | Australien      |
| Elke Radlingsmaier                   | Österrike       |
| Christine McDougall                  | Australien      |
| Fabienne Regamey                     | Schweiz         |
| Karin Rutz-Gießelmann                | Västtyskland    |
| Harriet King                         | USA             |
| María Esther García                  | Kuba            |
| Hannelore Hradez                     | Österrike       |
| Kamilla Składanowska                 | Polen           |
| Donna Hennyey                        | Kanada          |
| Janet Bewley-Cathie-Wardell-Yerburgh | Storbritannien  |
| Clare Henley-Halsted                 | Storbritannien  |
| Madeleine Heitz                      | Schweiz         |
| Waltraut Peck-Repa                   | Österrike       |
| Sylvia Iannuzzi-San Martín           | Argentina       |
| Özden Ezinler                        | Turkiet         |
| Ann O'Donnell                        | USA             |